# کراکووتس
کراکووتس (به چکی: Krakovec) یک منطقهٔ مسکونی در جمهوری چک است که در ناحیه راکوونیک واقع شده‌است.